# Back in the High Life
Back in the High Life è il quarto album solista del musicista e cantante rock-blues-soul inglese Steve Winwood, pubblicato il 30 giugno 1986.
Il disco entra nella top ten della classifica statunitense, ottenendo il terzo posto, vendendo oltre cinque milioni di copie. Il brano Higher Love arriva in vetta alle classifiche dei singoli, vincendo il Grammy Award come "disco dell'anno". Altri singoli tratti dall'album: Back in the High Life Again (13ª posizione in USA); The Finer Things (8ª posizione in USA); Freedom Overspill (20ª posizione in USA).
Questo fu l'ultimo disco prodotto in studio di Winwood con la Island Records dopo 20 anni di connubio. Nell'album collaborano vocalmente Chaka Khan in Higher Love e James Taylor in Back in the High Life Again.

## Brani
Tutte le canzoni sono scritte e cantate da Steve Winwood e Will Jennings tranne dove altrimenti specificato fra parentesi.
1. Higher Love – 5:45
2. Take It as It Comes – 5:20
3. Freedom Overspill – 5:33 (Winwood, George Fleming, James Hooker)
4. Back in the High Life Again – 5:33
5. The Finer Things – 5:47
6. Wake Me Up on Judgement Day – 5:48
7. Split Decision – 5:58 (Winwood, Joe Walsh)
8. My Love's Leavin – 5:19 (Winwood, Viv Stanshall)

## Produzione
- Produzione: Steve Winwood e Russ Titelman
- Missaggio: Tom Lord-Alge
- Tecnici del suono: Jon Wolfson, Steve Rinkoff, Mike Nicholson, Scott Mabuchi, Chris Lord-Alge, Tom Lord-Alge, Jeff Lord-Alge, Bruce Lampcov, Dave Greenberg, John Goldberger, Rob Eaton, Jason Corsaro, Nobby Clark, Ed Bruder, Sean Chennery, Jim Boyer e Claude "Swifty" Achille

## Accoglienza critica
| Recensione       | Giudizio   |
| ---------------- | ---------- |
| AllMusic         | [ 1 ]      |
| Robert Christgau | C          |
| Rolling Stone    | favorevole |

Back in the High Life ebbe molte recensioni, tutte molto positive. Timothy White di Rolling Stone magazine entusiasta proclama che "con Back In The High Life, Steve Winwood ha realizzato il primo innegabile superbo disco della sua ormai quasi decennale carriera solista", rammaricandosi solo del ritardo per il ritardo della sua pubblicazione.  Karyn Albano, scrivendo per il sito web Classic Rock Reviews va anche oltre, designandolo album dell'anno, affermando sommariamente che "l'album raggiunge quella elusiva meta di combinare grandi canzoni che permarranno alle verifiche del tempo e che si nutrono del richiamo commerciale del momento".  Il critico musicale di lunga data Robert Christgau, meno generoso, tuttavia, sottolinea che "questo è il destino di un bambino prodigio che ha più talento che senno".

## Musicisti e organico
- Steve Winwood: chitarre elettrica e acustica, mandolino, basso sintetizzato, tastiere, sintetizzatore, drum machine
- James Taylor, Mark Stevens, Chaka Khan, James Ingram, Dan Hartman, Connie Harvey, Jocelyn Brown: collaborazione vocale
- Andrew Thonas, Rob Mounsey, Robbie Kilgore, Arif Mardin, David Frank: tastiere, sintetizzatori
- Joe Walsh, Ira Siegel, Nile Rodgers, Paul Pesco, Eddie Martinez: chitarre
- Phillipe Saisse: basso elettrico e sintetizzato
- Jimmy Bralower: batteria, percussioni, drum machine
- Carol Steele, John Robinson, Steve Ferrone, Mickey Curry: batteria, percussioni
- Ottoni: George Young, Bob Mintzer, Louis Del Gatto, Randy Brecker
- Arrangiamento ottoni: David Frank

## Premi
- 1986 Grammy Awards, Best Engineered Album, Non Classical
- 1986 Grammy Awards, Best Male Pop Vocal Performance, Higher Love
- 1986 Grammy Awards, Record of the Year, Higher Love

## Classifiche
Album
| Anno | Classifica             | Posizione |
| ---- | ---------------------- | --------- |
| 1986 | The Billboard 200      | 3         |
| 1986 | Top R&B/Hip-Hop Albums | 46        |

Singles
| Anno | Singolo                     | Classifica                         | Posizione |
| ---- | --------------------------- | ---------------------------------- | --------- |
| 1986 | Higher Love                 | Billboard Hot 100                  | 1         |
| 1986 | Higher Love                 | Mainstream Rock Tracks             | 1         |
| 1986 | Higher Love                 | Adult Contemporary                 | 7         |
| 1986 | Freedom Overspill           | Mainstream Rock Tracks             | 4         |
| 1986 | Freedom Overspill           | Billboard Hot 100                  | 20        |
| 1986 | Freedom Overspill           | Hot Dance Music/Club Play          | 28        |
| 1986 | Freedom Overspill           | Hot Dance Music/Maxi-Singles Sales | 34        |
| 1986 | Take It as It Comes         | Mainstream Rock Tracks             | 33        |
| 1986 | Back in the High Life Again | Adult Contemporary                 | 1         |
| 1987 | Back in the High Life Again | Billboard Hot 100                  | 13        |
| 1987 | Back in the High Life Again | Mainstream Rock Tracks             | 19        |
| 1987 | The Finer Things            | Adult Contemporary                 | 1         |
| 1987 | The Finer Things            | Mainstream Rock Tracks             | 5         |
| 1987 | The Finer Things            | Billboard Hot 100                  | 8         |